# Jacek Pawłowicz
Jacek Marian Pawłowicz (ur. 8 grudnia 1963 w Płocku) – działacz opozycji demokratycznej w czasach PRL, dyrektor Muzeum Żołnierzy Wyklętych i Więźniów Politycznych PRL w Warszawie.

## Życiorys
W 1979 roku był współzałożycielem i członkiem Młodzieżowego Komitetu Oporu w Płocku. Aresztowano go i skazano za próbę wysadzenia trybuny podczas pochodu pierwszomajowego w 1979 roku. W latach 1981–1987 należał do Konfederacji Polski Niepodległej. Od 1982 działał w podziemnej „Solidarności”. Był też współpracownikiem Radia Wolna Europa. Kolportował podziemne wydawnictwa. Był wielokrotnie zatrzymywany, przesłuchiwany i karany grzywnami. Jest autorem publikacji historycznych o najnowszej historii Polski. Od 2016 do 2022 dyrektor Muzeum Żołnierzy Wyklętych i Więźniów Politycznych PRL.

## Publikacje
- 2006 – Płockie milenium. Uroczystości milenijne w diecezji płockiej w tajnych dokumentach Służby Bezpieczeństwa, Wydawnictwo Adam Marszałek, Toruń.
- 2008 – W osaczeniu, Wydawnictwo Adam Marszałek, Toruń.
- 2008 – Rotmistrz Witold Pilecki 1901-1948, IPN.
- 2010 – Znane-nieznane. Prasa niezależna na Mazowszu 1976-1989, IPN, Warszawa (wraz z Moniką Bielak).
- 2010 – Generał Leopold Okulicki 1898-1946, IPN, Warszawa (wraz z Januszem Kurtyką).

## Odznaczenia
- Krzyż Komandorski Orderu Odrodzenia Polski – 2025[2]